# کارلا شرم
کارلا شِرَم (انگلیسی: Karla Schramm؛ ۱ فوریه ۱۸۹۱ – ۱۷ ژانویه ۱۹۸۰) یک هنرپیشه اهل ایالات متحده آمریکا بود.
وی دومین بازیگری است که در نقش «جین پورتر» (همسر تارزان) بازی کرده است. همچنین او و برندا جویس، تنها بازیگران زنی هستند که نقش «جین» را برای دو بازیگرِ مردِ مختلف (در نقش تارزان)، بازی کرده‌اند.
از فیلم‌ها یا برنامه‌های تلویزیونی که وی در آن نقش داشته است می‌توان به پسر تارزان و انتقام تارزان اشاره کرد.